# Liste des cardinaux créés par Urbain II
Au cours de son pontificat de 1088 à 1099, le pape Urbain II a créé 71 cardinaux.

## 1088
- Domnizzone (évêque de Sabina)
- Odon de Châtillon, O.S.B.Clun. (évêque de Ostia)
- Pietro (au titre de Ss. Martino e Silvestro)
- Amico, seniore (au titre de S. Croce in Gerusalemme)
- Giovanni (au titre de S. Anastasia)
- Gregorio (au titre de S. Crisogono)
- Gianroberto Capizucchi (au titre de S. Clemente)
- Robert (au titre de S. Eusebio)
- Bone, seniore (au titre de Ss. Giovanni e Paolo)
- Riso (au titre de S. Lorenzo in Damaso)
- Leone (au titre de S. Marco)
- Gregorio Paparoni (au titre de S. Maria in Trastevere)
- Alberico (au titre de S. Pietro in Vincoli)
- Gregorio (au titre de S. Prisca)
- Alberico (au titre de S. Sabina)
- Paolo Gentili (au titre de S. Sisto)
- Benedetto (titre inconnu)
- Landolfo Rangone (au titre de S. Lorenzo in Lucina)
- Giovanni da Gaeta, futur pape Gélase II (diacre de S. Maria in Cosmedin)
- Gregorio (diacre de S. Lucia in Septisolio)
- Gregorio (diacre de S. Eustachio)
- Gregorio Papareschi, seniore, futur pape Innocent II (diaconie inconnue)
- Raniero (diacre de S. Giorgio in Velabro)
- Cosma (diacre de S. Maria in Aquiro)
- Giovanni, O.S.B. (diacre de S. Maria in Domnica)
- Pagano (diacre de S. Maria Nuova)
- Leone, O.S.B.Cas. (diacre de Ss. Vito e Modesto)
- Azone (diaconie inconnue)

## 1090
- Ubaldo (évêque de Sabina)
- Bovo (évêque de Labico)
- Oddone (évêque de Albano)
- Giovanni (diacre de S. Adriano)

## 1091
- Gualterio (évêque d'Albano)
- Rangier, O.S.B. (au titre de S. Susanna)

## 1092
- Berardo (évêque de Palestrina)
- Bruno (au titre de S. Sabina)

## 1093
- Giovanni Minuto (évêque de Frascati)

## 1094
- Theodoric (titre inconnu)
- Geoffroy (au titre de S. Prisca)
- Alberto (titre inconnu)

## 1095
- Maurizio (évêque de Porto)
- Anastasio (au titre de S. Clemente)
- Buonsignore (titre inconnu)
- Dietrich (diaconie inconnue)
- Hermann (diaconie inconnue)
- Hugues (diaconie inconnue)
- Rogero (diaconie inconnue)

## 1097
- Raniero (au titre de S. Clemente)
- Bernardo degli Uberti, O.S.B.Vall. (au titre de S. Crisogono)

## 1098
- Milon (évêque de Palestrina)

## 1099
- Offo (évêque de Nepi)
- Pietro (au titre de S. Cecilia)
- Bobone (au titre de Ss. Quattro Coronati)
- Pietro (au titre de S. Marcello)
- Raniero (au titre de Ss. Marcellino e Pietro)
- Lamberto Scannabecchi, futur pape Honorius II (au titre de S. Prassede)
- Gerardo (au titre de S. Prisca)
- Ottone (au titre de S. Pudenziana)
- Alberto (au titre de S. Sabina)
- Sigizzone, seniore (au titre de S. Sisto)
- Benedetto (au titre de Ss. Silvestro e Martino)
- Giovanni (titre inconnu)
- Giovanni (titre inconnu)
- Litusense (titre inconnu)
- Gionata, seniore (diacre de Ss. Cosma e Damiano)
- Bobone (diacre de S. Giorgio in Velabro)
- Gregorio Gaetani (diacre de S. Lucia in Septisolio)
- Stefano (diacre de S. Lucia in Silice)
- Ugo (diacre de S. Nicola in Carcere)
- Aldo da Ferentino (diacre de Ss. Sergio e Bacco)
- Bernardo (diaconie inconnue)

## Source
- Mirandas sur fiu.edu